# هوگانز کورنر (واشینگتن)
هوگانز کورنر (به انگلیسی: Hogans Corner) یک منطقهٔ مسکونی در ایالات متحده آمریکا است که در واشینگتن واقع شده است. هوگانز کورنر ۰٫۸۳ کیلومتر مربع مساحت و ۸۵ نفر جمعیت دارد و ۱۸٫۲۹ متر بالاتر از سطح دریا قرار دارد.